# Bodin Isara
Bodin Isara (Thai: บดินทร์ อิสสระ; * 12. Dezember 1990 in Bangkok) ist ein thailändischer Badmintonspieler. 

## Sportliche Karriere
Als Junior verzeichnete Bodin Isara seinen ersten großen Erfolg, als er das Viertelfinale bei der Badminton-Juniorenweltmeisterschaft 2008 im Doppel mit Maneepong Jongjit erreichte. Bei den Südostasienspielen 2009 schieden sie jedoch schon im Achtelfinale aus. Bei der Korea International Challenge 2009 schafften sie es bis ins Halbfinale, bei der Proton Malaysia International Challenge 2009 bis ins Finale. Auch bei den Thailand Open 2009 konnten sie bis ins Semifinale vordringen. Die Smiling Fish International Series 2009 gestalteten sie sogar siegreich, nachdem sie im Jahr davor noch im Halbfinale ausgeschieden waren.
National machten sie es deutlich besser, als sie 2009 im Herrendoppel thailändischer Meister wurden. Im gleichen Jahr gewannen sie auch den Smiling Fish.